# Mednarodno letališče Vnukovo
Vnukovo, uradno Mednarodno letališče Andreja Tupoljeva Vnukovo (poimenovano po Andreju Nikolajeviču Tupoljevu) (rusko: Внуково, IPA: [ˈvnukəvə]) (IATA: VKO, ICAO: UUWW) je mednarodno letališče z dvema pistama v rajonu Vnukovo, 28 km jugozahodno od središča Moskve v Rusiji. Skupaj z Domodedovim, Šeremetjevim in Žukovskim je eno od štirih velikih letališč, ki služijo Moskvi. Leta 2019 je letališče prečkalo 24,01 mio potnikov, kar je 12 % povečanje glede na predhodno leto. Leta 2021 je bilo Vnukovo 11. najprometnejše v Evropi. Zaradi sankcij po ruskim napadom na Ukrajino je leta 2022 zdrknilo na 30. mesto.

## Zgodovina
Vnukovo je najstarejše letališče v Moskvi. Odprto je bilo za vojaške operacije med drugo svetovno vojno, vendar je po vojni postalo civilno. Njegovo gradnjo je leta 1937 odobrila sovjetska vlada, saj je bila na starejšemu letališču Hodinka prevelika gneča. Letališče je zgradilo na tisoče zapornikov iz bližnjega gulaga Likovlag, ki je bil odprt za ta namen 1. julija 1941.
15. septembra 1956 je z letališča prvič vzletelo letalo Tu-104 na poti v Irkutsk.
Od vseh moskovskih letališč je Vnukovo najvišje, zato se uporablja za nadomestno letališče v primeru megle.
Letališče ima dva potniška terminala: A in B. Trenutno se za domače in mednarodne polete uporablja le terminal A, terminala B in D pa sta zaprta. V načrtih je novi terminal A, ki bo imel kapaciteto 18–20 mio potnikov na leto.
Vnukovo ima kapaciteto 10.100 potnikov na uro. Zaposlenih je 4000.
Je največje letališče v Evropi po številu velikih zasebnih letal na mednarodnih poletih.